# 奧多亞塞
奧多亞塞（Odoacer，亦作；约433年—493年3月15日），或译奥多亚克、奥多瓦卡，罗马将领，勋贵头衔持有者，義大利的第一個蠻族國王（476年—493年在位），他推翻了罗马西部皇帝罗慕路斯·奥古斯都，在传统史学中被视为西罗马帝国终结的标志。

## 早年经历
奥多亚克的具体族裔并不清楚，有观点认为他是斯基利人，可以确定的是他来自多瑙河中游，拥有日耳曼血统。他的父亲埃德科是匈人王阿提拉的亲信。
随着公元5世纪60年代中期匈人帝国的灭亡，很多日耳曼部落的难民向意大利迁徙，当时的罗马军队统帅里西梅尔把他们招募进罗马军队作为蛮盟军（foederati），奥多亚克就是这些人的领袖。在472年的内战中，他支持里西梅爾推翻了時任皇帝安特米烏斯。
474年，尼波斯成为皇帝，奥多亚克得到进一步升迁，成为了内卫军统领（comes domesticorum），并且得到了勋贵头衔。同时，欧瑞斯特也被皇帝任命为全军统帅和勋贵。很快，欧瑞斯特发动叛乱，驱逐了尼波斯，并且将自己的儿子罗慕路斯拥立为皇帝，但是并没有得到罗马东部皇帝芝诺的承认。
大约同时，多年来一直驻扎在意大利的蛮族同盟军希望拥有自己的土地。他们向欧瑞斯特请愿授予土地以让他们永久定居在意大利，被欧瑞斯特拒绝后，他们推举了奥多亚克为王（rex）并发起叛乱。476年8月，奥多亚克率军在普拉森提亚击败并杀死欧瑞斯特，9月攻入拉文纳，废黜了皇帝罗慕路斯，将他流放至坎帕尼亚并且提供年金。

## 统治意大利
在奥多亚克授意下，罗马元老院向君士坦丁堡派出使团，觐见东部皇帝芝诺表示臣服，奉上西部的皇权仪仗（Insignia），且宣称西部不再需要一位皇帝。芝诺接受了礼物，随后授予奥多亚克勋贵（patricius）和意大利都督（dux Italiae）的头衔，赋予他合法统治意大利的权力，但是又建议奥多亚克应该臣服于西部的合法皇帝，此时正流亡在达尔马提亚的尼波斯。
奥多亚克接受了芝诺授予的头衔，并且名义上效忠于尼波斯和芝诺，假装按照尼波斯的权威行事，还发行了印有尼波斯和芝诺肖像的钱币。480年，尼波斯被谋杀后，奥多亚克以为尼波斯复仇的名义，占领了达尔马提亚并杀死了凶手，同时通过外交手段自汪达尔王国手中收复了西西里。

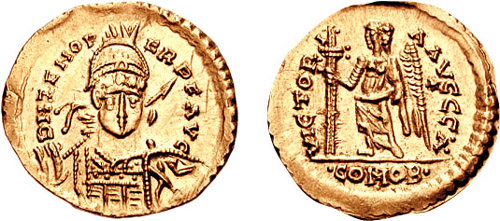
由奥多亚克以芝诺的名义发行的金币，铭文为“我们的皇帝芝诺，永恒且幸运的奥古斯都”（ zeno ）

奥多亚克与罗马元老院保持了良好的关系，以避免元老院产生推举一位皇帝来对抗他的想法。他不但经常任命元老担任要职，而且自3世纪以来，罗马首次发行了带有“元老院决议”（Senatus Consulto，S.C.）字样的钱币。
奥多亚克基本沿用了罗马的行政体系，罗马人依旧在这个体系内占据主导，例如意大利大区（praefectura praetorio Italiae）在奥多亚克治下经历了三任司政官（曼利乌斯·波伊提乌斯、凯西纳·德西乌斯·马克西穆斯·巴西利乌斯、凯西纳·马沃尔提乌斯·巴西利乌斯·德西乌斯），均是意大利罗马贵族。
虽然奥多亚克是阿里乌斯派基督徒，但是与主流的迦克墩教会也保持了良好的关系。史料记载，当帕维亚主教埃皮法尼乌斯就过度税收请愿时，他授予利古里亚居民五年的免税权。
487年，奥多亚克率领军队在诺里库姆战胜了卢基人，俘虏并处决了其国王费勒修斯，剩下的卢基人逃跑并投奔了东哥特王国。

## 倒台与死亡
随着奥多亚克的统治稳固，东部皇帝芝诺对他越发猜忌。很快，芝诺向东哥特人承诺，如果他们击败奥多亚克，就授予他们统治意大利的权力。
489年，芝诺正式任命东哥特国王狄奥多里克为意大利的统治者，狄奥多里克随后率领东哥特人攻入意大利。西哥特国王阿拉里克二世也派出援军支援狄奥多里克。奥多亚克的军队先后在伊松佐河、维罗纳、阿达河大败，490年8月，狄奥多里克将奥多亚克围困在拉文纳。由于沼泽和临海地形，拉文纳易守难攻。虽然东哥特人一时无法攻陷拉文纳，但奥多亚克的数次突围尝试也均以失败告终。
493年2月，在拉文纳主教约翰的斡旋下，双方达成和平——两人将共治意大利。3月5日，狄奥多里克进入拉文纳。十天后，在拉文纳举行的宴会上，狄奥多里克拔剑杀死了奥多亚克。奥多亚克的妻子、儿子、兄弟随后均被狄奥多里克杀死。
神，你在哪？——奥多亚克，在被狄奥多里克杀死时的遗言
这就是你对我的朋友所做过的！——狄奥多里克，对奥多亚克遗言的回应（指奥多亚克处决了卢基王费勒修斯）

## 头衔
在史学传统中，奥多亚克被视为第一位“意大利国王”。但是法理上，他的王（rex）头衔的权威只限于拥立他的蛮盟军士兵，他对意大利其他军队和罗马人的权威来自芝诺授予他的罗马体系内的头衔和官职（勋贵和意大利都督）。